# Urera baccifera
Urera baccifera é uma espécie de planta florífera da família Urticaceae que possue diversos nomes, tais como ortiga brava, pringamoza, mala mujer, chichicaste, nigua, guaritoto, ishanga, manman guêpes, e urtiga bronca.

## Distribuição
É nativo das Américas, desde o México e América Central até a América do Sul, passando pelo Caribe.

## Descrição
Esta espécie é um arbusto ou uma árvore pequena. Ela pode atingir cinco metros de altura. As finas folhas dentadas são de até 25 centímetros de comprimento por 12,5 de largura. As lâminas são suportados em pecíolos longos. A planta é coberta de espinhos e pelos urticantes. A inflorescência é um aglomerado de flores de cor rosa ou roxo. A planta é dióica, com peças masculinas e femininas em plantas diferentes. O fruto, suculento e esponjoso, é verde ou rosado. As sementes são dispersadas por aves frugívoras e macacos-prego.

## Usos
Esta planta tem usos medicinais e rituais entre os humanos. Na Costa Rica ameríndios batem-se com a planta espinhosa para evitar calafrios quando atravessam montanhas altas . É também um anti- inflamatório. Os extratos mostraram atividade antiviral contra herpes simplex.

## Habitat e ecologia
Esta planta cresce em florestas tropicais úmidas. Não é muito tolerante à sombra, por isso ela morre quando fica encoberta por outras plantas, e retorna quando abre uma clareira. Pode ser encontrada em florestas recentemente perturbadas pelo fogo .
Em algumas áreas, esta planta é uma das primeiras a dar frutos após o dano de um furacão, tornado-se uma importante fonte de alimento para as aves. Os frutos também servem de alimento para muitas espécies de formigas. Elas recolhem corpos de pérolas que se formam nas folhas, caules e talos da planta. As formigas que executam essa atividade incluem espécies em gêneros como Camponotus, Pheidole, Crematogaster e Pseudomyrmex. Quando as formigas estão presentes em uma planta, elas livram-na de larvas de lepidópteros que alimentam-se dela, como as espécies Smyrna blomfildia, Urbanus esmeraldus e Pleuroptya silicalis. Isso proporciona um benefício, tanto para plantas, quanto para as formigas, em uma relação de mutualismo.